# John Henry Mackay
John Henry Mackay (Greenock, Escocia, Reino Unido, 6 de febrero de 1864 - Berlín, Alemania, 16 de mayo de 1933) fue un poeta, pensador y escritor anarcoindividualista.

## Biografía
Nace el 6 de febrero de 1864 en Greenock, cerca de Glasgow, Escocia. Su padre murió cuando Mackay tan solo tenía 19 meses, transladándose con su madre, alemana de nacimiento, a Alemania. Mackay pasó su primera infancia en Saarbrücken, estudiando en los institutos de Burgsteinfurt y Birkenfeld Trier. Tomó en Stuttgart unas lecciones con un editor y asistió durante algunos semestres a clases de Filosofía en las universidades de Kiel, Leipzig y Berlín. 
En Berlín se adhiere al Friedrichshagener, que era una asociación informal de escritores sobre el Naturalismo. Con la ayuda del psiquiatra Richard von Krafft-Ebing, se hizo consciente de su homosexualidad.
Siendo el alemán su lengua materna, empezó a ser conocido con algunas composiciones líricas y novelas de corte naturalista, aunque sin duda su fama la debe a la publicación de Die Anarchisten (Los anarquistas) en 1891. En 1901 salió a luz Der Schwimmer (El nadador) y en 1920 Der Freiheitsucher (El buscador de la libertad), una secuela de Die Anarchisten. En 1931 publicaría Der Unschuldige (El inocente). Publicó también algunas novelas bajo el pseudónimo de Sagitta como Die Bücher der namenlose Liebe von Sagitta (Los libros de Sagitta del amor anónimo, 1913) o Der Puppenjunge (1926). Asimismo escribió Fenny Skaller, de carácter autobiográfico.
Mackay ayudó a dar a conocer los trabajos de Max Stirner (1806-1856) fuera de Alemania, escribiendo la primera biografía acerca del filósofo. Impulsó además la comprensión del trabajo de Friedrich Nietzsche entre los anglosajones. 
Entabló amistad con el anarcoindividualista estadounidense Benjamin Tucker, llegando a publicar varios artículos en la revista de este, Liberty. Residió en la ciudad de Berlín durante una década, haciéndose amigo del científico Benedict Friedlander. Los escritos y teorías de Mackay tendrían una significativa influencia en la organización Gemeinschaft der Eigenen, fundada por Friedlander y Adolf Brand, de la que Mackay sería miembro a partir de 1906.
Mackay se suicidó el 16 de mayo de 1933 con una sobredosis de morfina, diez días después de la quema de libros efectuada por jóvenes nazis en el Institut für Sexualwissenschaft (Instituto para la investigación sexual), donde se quemaron los archivos del instituto.

## Adaptaciones musicales
El compositor Richard Strauss puso música a diversos textos de Mackay. En sus Cuatro Canciones Op. 27 utilizó sus poemas «Morgen!» y «Heimliche Aufforderung». También musicó «Verführung» (Op. 33, n.º 1) e «In der Campagna» (Op. 41, n.º 2).